# 銀洲 (離島區)

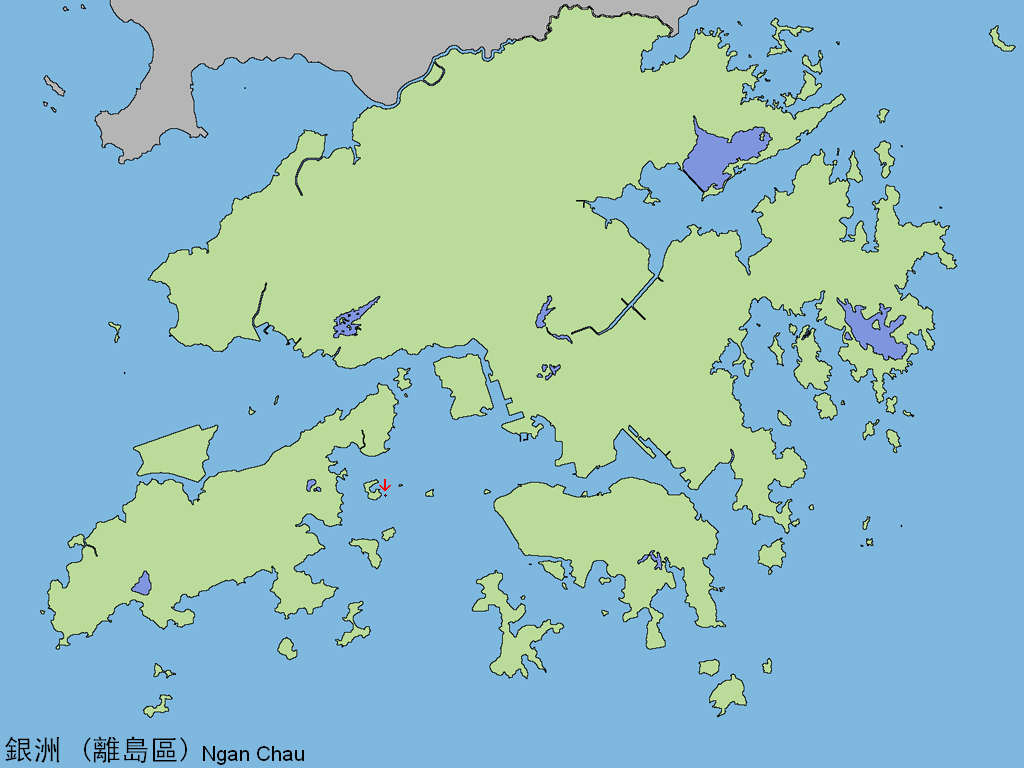
銀洲在香港的位置（紅色地方者）。

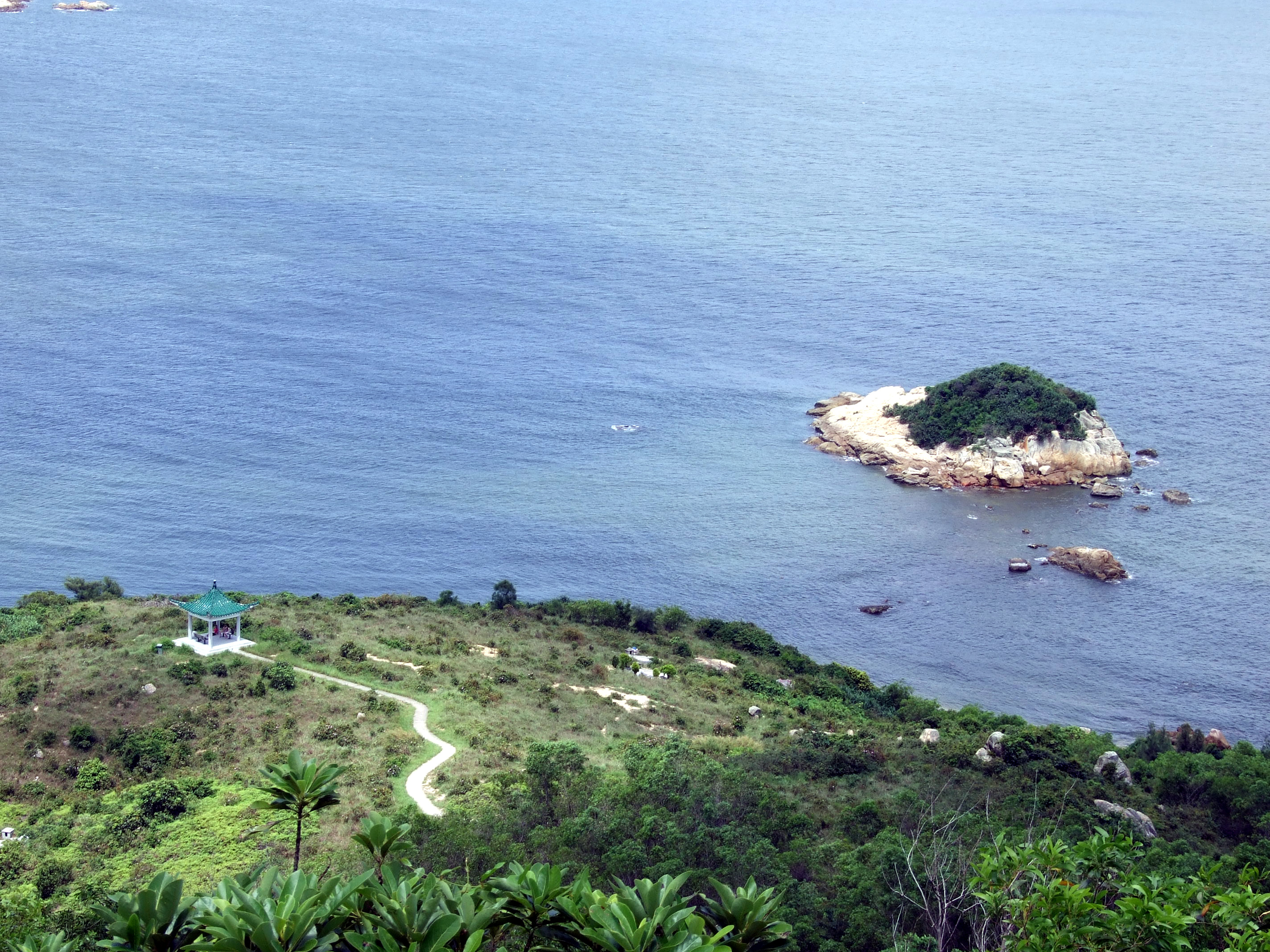
銀洲

銀洲（英語：Ngan Chau），是香港的一個島嶼，地區行政上屬於離島區。位於坪洲以東，交椅洲、小交椅洲以西，喜靈洲、周公島以北。
銀洲為坪洲附屬島嶼。
銀洲上並沒有居民居住。